# Mirela Olczak
Mirela Olczak (ur. 20 lutego 1993 w Gorzowie Wielkopolskim) – polska pływaczka, trzykrotna złota medalistka mistrzostw Europy juniorów.
Uczęszcza do klubu MKP Słowianka Gorzów Wielkopolski. Jej trenerem jest Jacek Nowak. Mirela specjalizuje się w stylu motylkowym.
W 2011 roku w jej organizmie wykryto dwa niedozwolone środki dopingujące, w wyniku czego została zawieszona i wycofana z udziału w Mistrzostwach Europy w Pływaniu na krótkim basenie 2011. W 2013 Światowa Agencja Antydopingowa (WADA) podtrzymała decyzję Polskiego Związku Pływackiego o dyskwalifikacji Mireli Olczak na okres jednego roku.

## Osiągnięcia
Mistrzostwa Europy juniorów
- Praga 2009:

 – 200 metrów stylem motylkowym
- Belgrad 2008:

 – 200 metrów stylem motylkowym
 – sztafeta 4x100 metrów stylem zmiennym (wraz z Alicją Tchórz, Pauliną Zachoszcz, Katarzyną Wilk)